# 富山県の総合開発計画
富山県の総合開発計画（とやまけんのそうごうかいはつけいかく）とは、富山県の発展と県民福祉向上のため、県民の努力目標を示すとともに県政の運営や重点政策を明らかにするために策定された計画のことである。

## 概要
- 富山県は「全国総合開発計画」が策定される以前から開発計画の策定に取り組んだ。その内容、継続性、歴代知事の熱意、県民の関心などから全国的にも積極的な計画とされる。
- 第1次の「富山県総合計画」から第7次の「新県民総合開発計画」までの9回にわたり、名称も時代背景に応じて変化している。
- テーマとしては、第1次は「戦後の復興」、第2次から第4次までは「高度経済成長」、第6、7次は「新しいイメージの県作り」となっている。

## 計画の内容と実績

### 「富山県総合開発計画」
1952年3月、当時の富山県知事であった高辻武邦のもと策定された。1960年までに戦前の1934年 - 1936年の経済水準に復興することを目標に「水資源の統制管理→水力電力の開発」と「農業用水の確保→工業と農業の発展→従業人口の増大→所得水準の向上」という図式を基軸にした。数値的目標としては「(1)1960年までに県の人口を106万5300人に増加させる。(2)1952年から1960年までの成長率が5.7%となるようにする」であった。
この計画はその後の富山県の総合開発計画の原型となり、治山、治水、電源開発、工業や農業の基盤整備、交通施設といったハード面での計画に加えて福祉、衛生、教育など人に関わるソフトな計画も含まれるようになった。また、長期見通しとしての基本計画、中長期の7カ年計画、短期2ヵ年の実施計画という三重構成をとった。
人口所得計画を頂点として全体の総合性を図る試みとともに、水系ごとの地域計画をもくろみ、現状分析を徹底して7巻3,889ページに及ぶ大部となった。
結果としては、1960年の人口は103万2614人と目標を大きく下回ったが、期間中の成長率は6.1%と目標を達成した。

### 「富山県総合開発修正4ヵ年計画」
「富山県総合開発計画」の修正版として1957年9月に策定された。当時の県知事は吉田実であった。「富山県総合開発計画」が策定された後、復興の完了、技術革新による新しい発展、日ソ共同宣言による日ソ国交回復、国の「経済自立5ヵ年計画」、電力メリットの喪失、人口の予想以上の流出超過などへの対応を企図した。大規模臨海工業地帯構想や裏作利用の有畜化推進を重点に文化財・上下水道・空港などの新計画が加わった。

### 「富山県勢総合計画」
県知事であった吉田実のもと1961年1月に策定された。池田内閣での所得倍増計画の中で地域格差の是正を図り、射水地域総合開発（富山新港や臨海工業地域の建設など）と立山黒部有峰観光開発の二大プロジェクトが盛り込まれた。青少年向けに特別計画も策定された。期間10年の総合計画となっている。数値的目標は「(1)1970年までに県の人口を104万1400人に増加させる。(2)1961年から1970年までの成長率が7.5%となるようにする」であった。
結果として、富山平野と立山連峰を結ぶ観光ルートが建設され、1971年には立山町の立山駅と長野県大町市の信濃大町駅を結ぶ立山黒部アルペンルートが開通した。新湊市（現:射水市）では1968年に富山新港が開港し、小杉町（現:射水市）には大規模な住宅地が建設された。しかし、1970年の人口は102万9695人と高度経済成長による人口流出が大きく、1960年から人口が微減した。期間中の成長率は9.0%と目標に僅かに届かなかった。

### 「第3次富山県勢総合計画」
「富山県勢総合計画」の期間中であった1966年5月、引き続き県知事であった吉田のもとで策定された。全国総合開発計画を受け、射水地域総合開発計画を発展した「富山・高岡新産業都市建設計画」と「中部地域一体化構想」を策定した。また、県民の精神開発も提唱した「望ましき県民像」も提唱された。他に公害防止計画、県土美化計画、交通安全計画などが登場した。数値的目標は「(1)1975年までに県の人口を107万2000人に増加させる。(2)1966年から1975年までの成長率が8.5%となるようにする」であった。
結果として富山市や高岡市の沿岸部は工業が発達したが、それとともに大気汚染が深刻になり、地元住民が抗議運動を起こした。1975年の人口は102万9700人で期間中の成長率は10.3%であった。